# Łukomierz (Białoruś)
Łukomierz (biał. Лукомер; ros. Лукомер) – wieś na Białorusi, w obwodzie brzeskim, w rejonie bereskim, w sielsowiecie Malecz, przy drodze republikańskiej P101.
W dwudziestoleciu międzywojennym leżał w Polsce, w województwie poleskim, w powiecie prużańskim.